# José Nuño de Villavicencio
José Nuño de Villavicencio fue un funcionario español del siglo XVIII, que fue regidor del municipio de Manila y contador del Real Tribunal de Hacienda.

## Obra
Es principalmente conocido por su obra La razón en las medidas (Sampaloc, 1737), escrita por orden del rey para evitar las confusiones que se originaban a causa de las diferentes medidas que se empleaban.
Se le debe, además, Demostración de cuerpo de cargos de la Real Caja de Manila y que, como la anterior, es una obra muy rara (Sampaloc, 1737).